# 主の祈りの教会
座標: 北緯31度46分41.08秒 東経35度14分42.69秒 / 北緯31.7780778度 東経35.2451917度

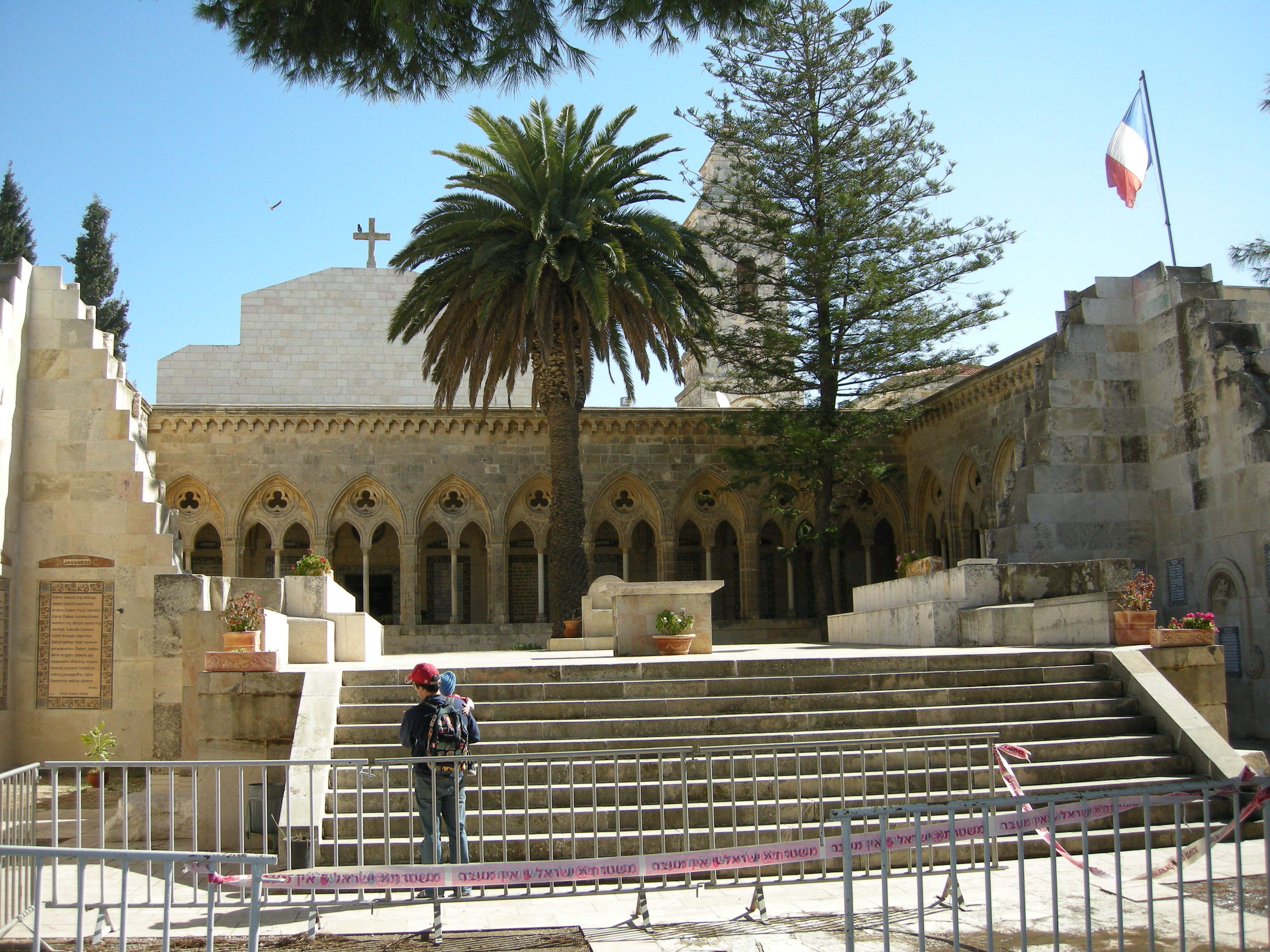
主の祈りの教会の正面

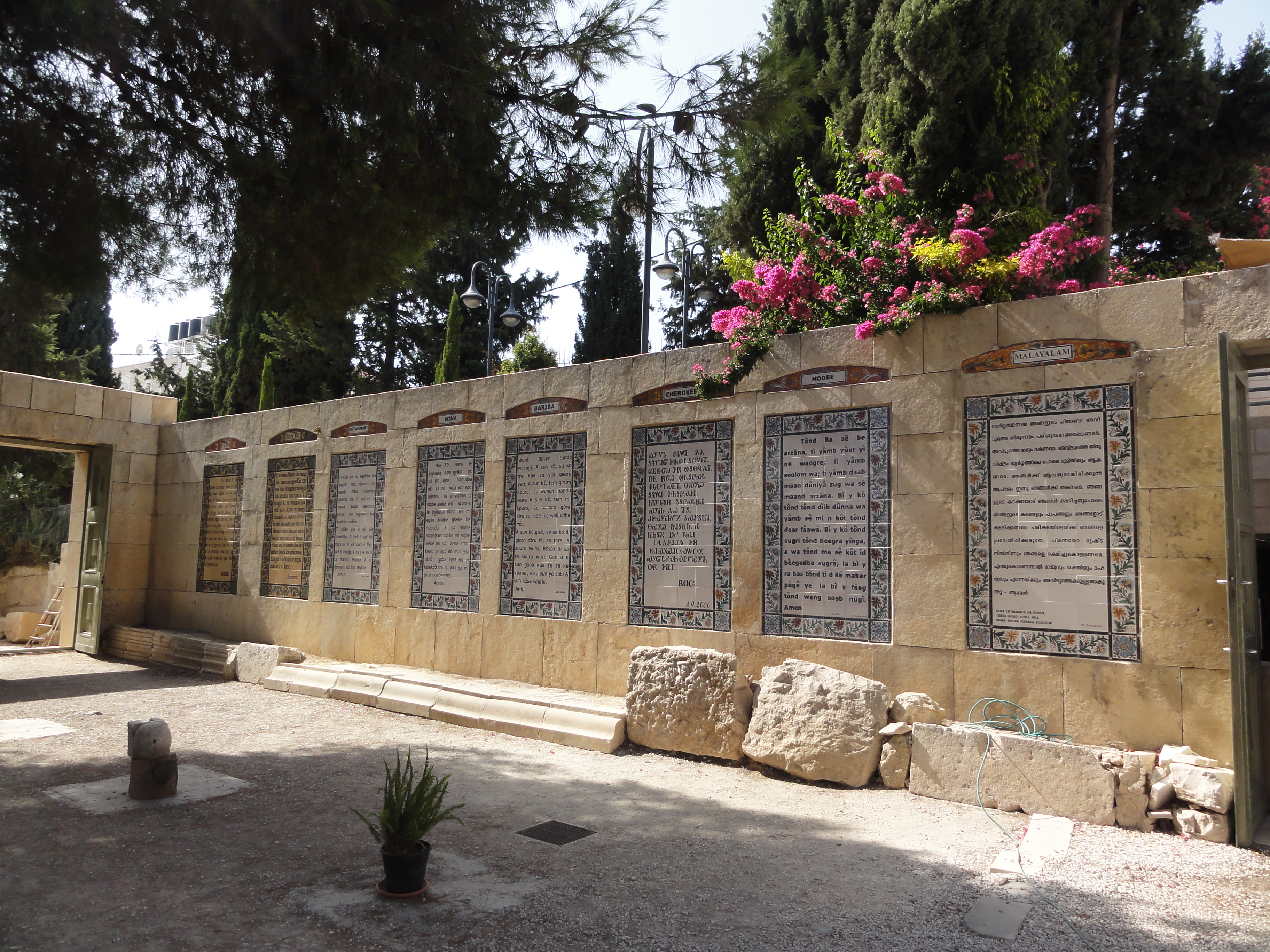
「主の祈り」を様々な言語で表示

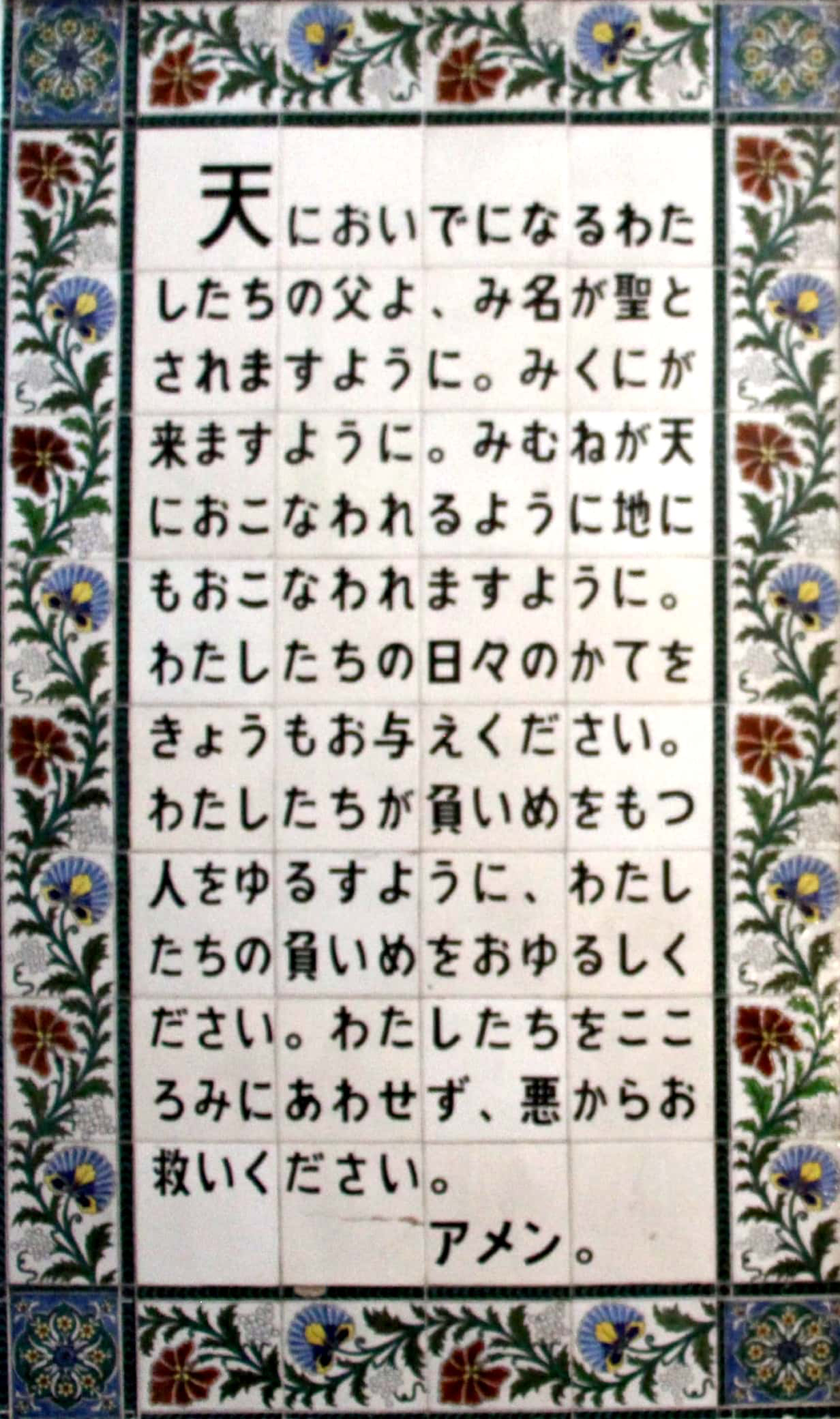
日本語の「主の祈り」（主の祈りの教会、エルサレム）

主の祈りの教会（しゅのいのりのきょうかい、英語: Church of the Pater Noster）は、カトリック・カルメル会に属する修道院と以前のエレオナ教会で、イスラエルのエルサレム旧市街のすぐ東のオリーブ山にある。100以上の言語で「主の祈り」の銘板が壁や塀に掲げられている所として知られている。

## 歴史
現在の主の祈りの教会は、4世紀のコンスタンティヌス1世の時代に建てられたキリストの昇天した所のバシリカ跡に隣接して立っている。建物は彼の母ヘレナによってエルサレム旧市街のすぐ東のオリーブ山に建てられて 、「使徒たちの教会」を名付けられている。エウセビオスもこの教会がキリストの昇天があった洞窟に建てられたといっている。このビザンチン時代のエレオナ教会（エレオナはギリシャ語で「オリーブの森」の意味）は、614年にペルシャ人により破壊された。
十字軍時代には、ここが「主の祈り」の教えに関連した施設となった。1106年には小聖堂が建てられて、1152には教会が建設されたが、1187年にアイユーブ朝のサラディンによるエルサレム攻囲により破壊されてその後、徐々に忘れられて、1345年までには廃墟となった。
近代になり、1851年には教会跡の石は近くの墓地の石として売られてしまった。19世紀後半になると、教会の土地はフランスのラ・トゥール・ドーヴェルニュ家の所有となり、エロイーズ・ドゥ・ボッシ（Héloïse de la Bossi）により1872年にはカルメル会の修道院が完成している。
1910年にはキリストの昇天があった所の聖なる洞窟が発見されて、1915年には修道院の建物を移動してビザンチン時代の教会の再建が始まったが、1927年には資金不足で建設を中止している。

## 現在
現在は、回廊、修道院の教会、未完成のエレオナ教会の壁や塀には、世界の100を超える言語で「主の祈り」の銘板が掲げられている。

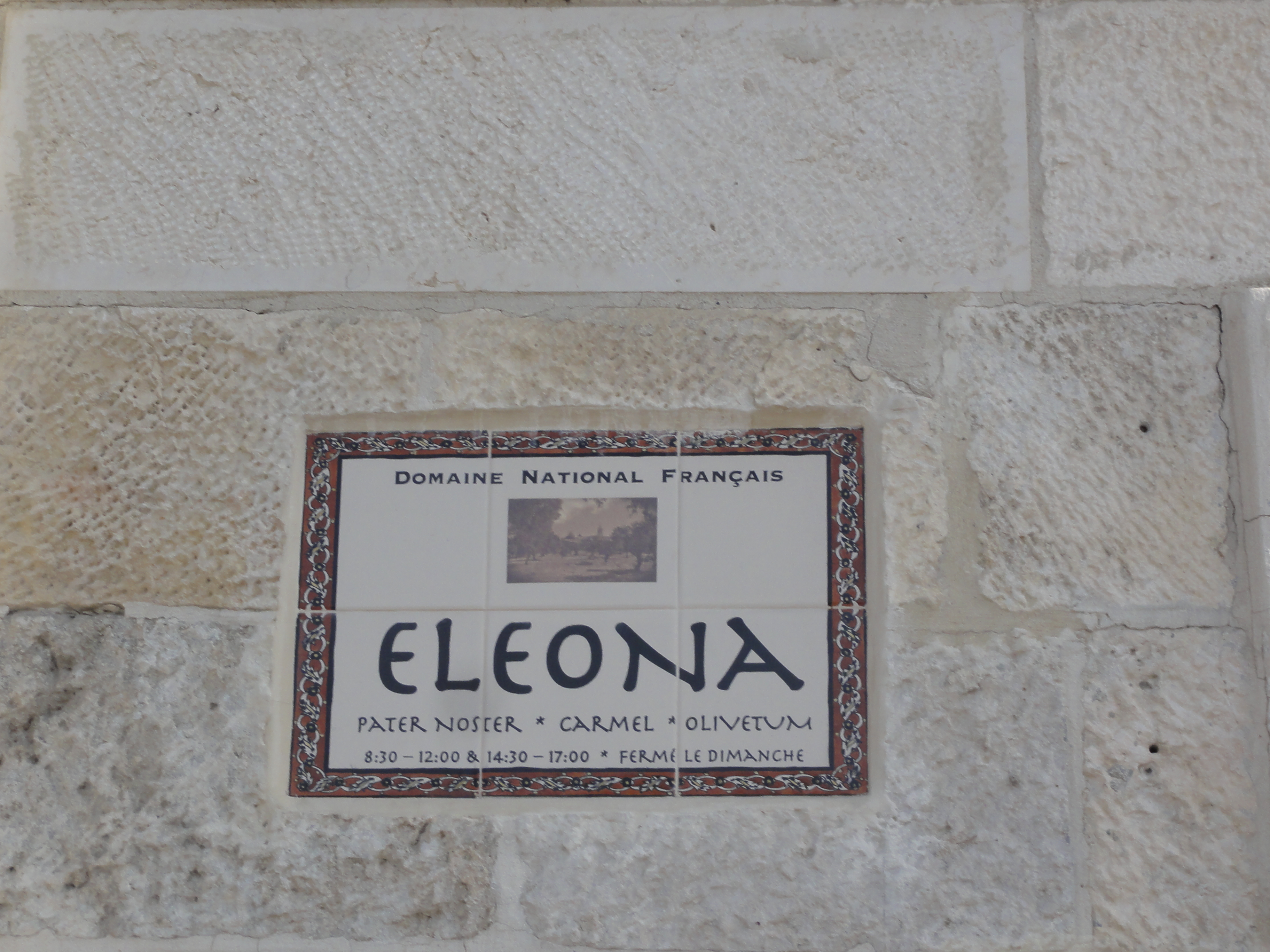
エレオナ教会跡の表示（フランス語）
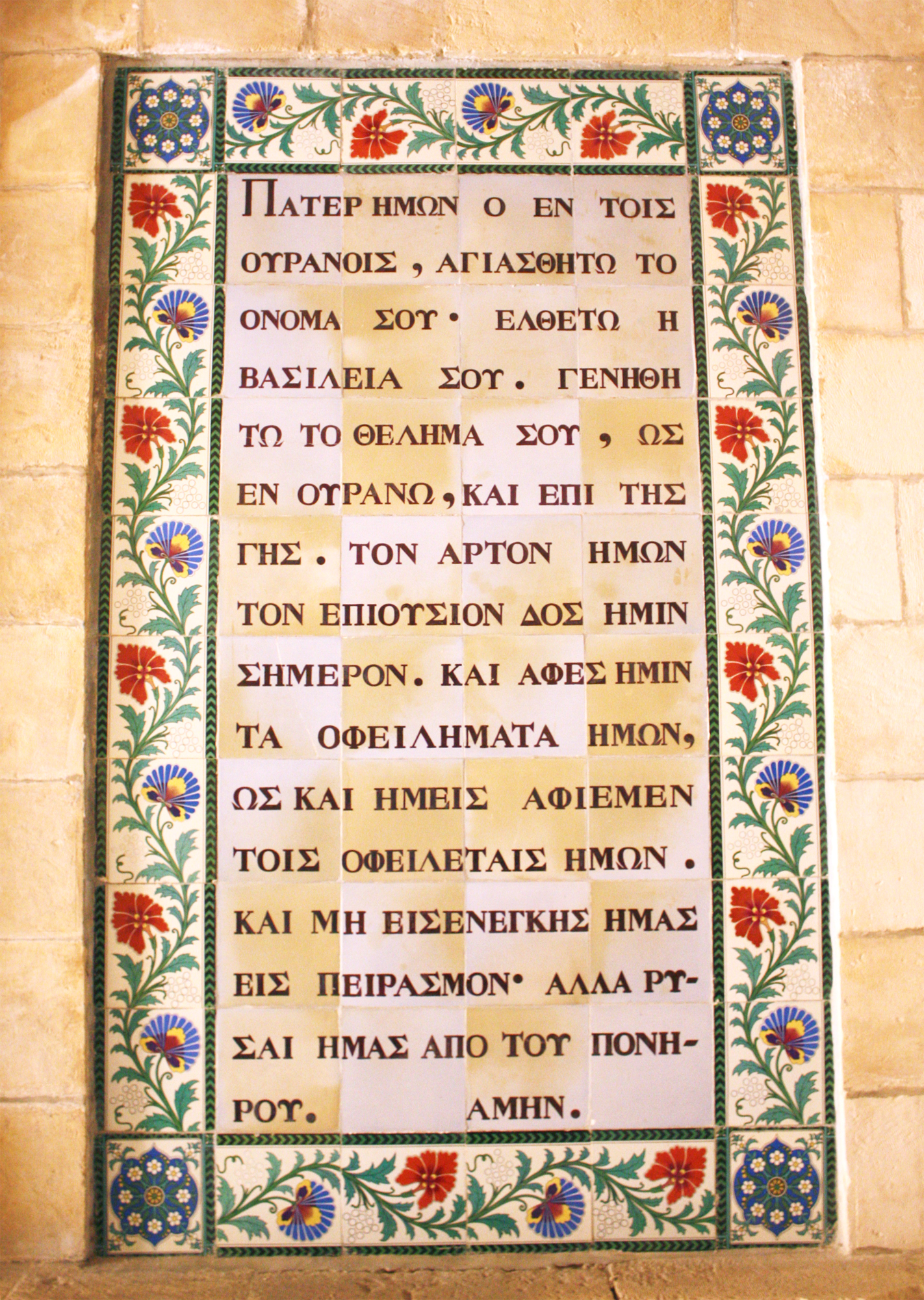
「主の祈り」を聖書ギリシャ語で
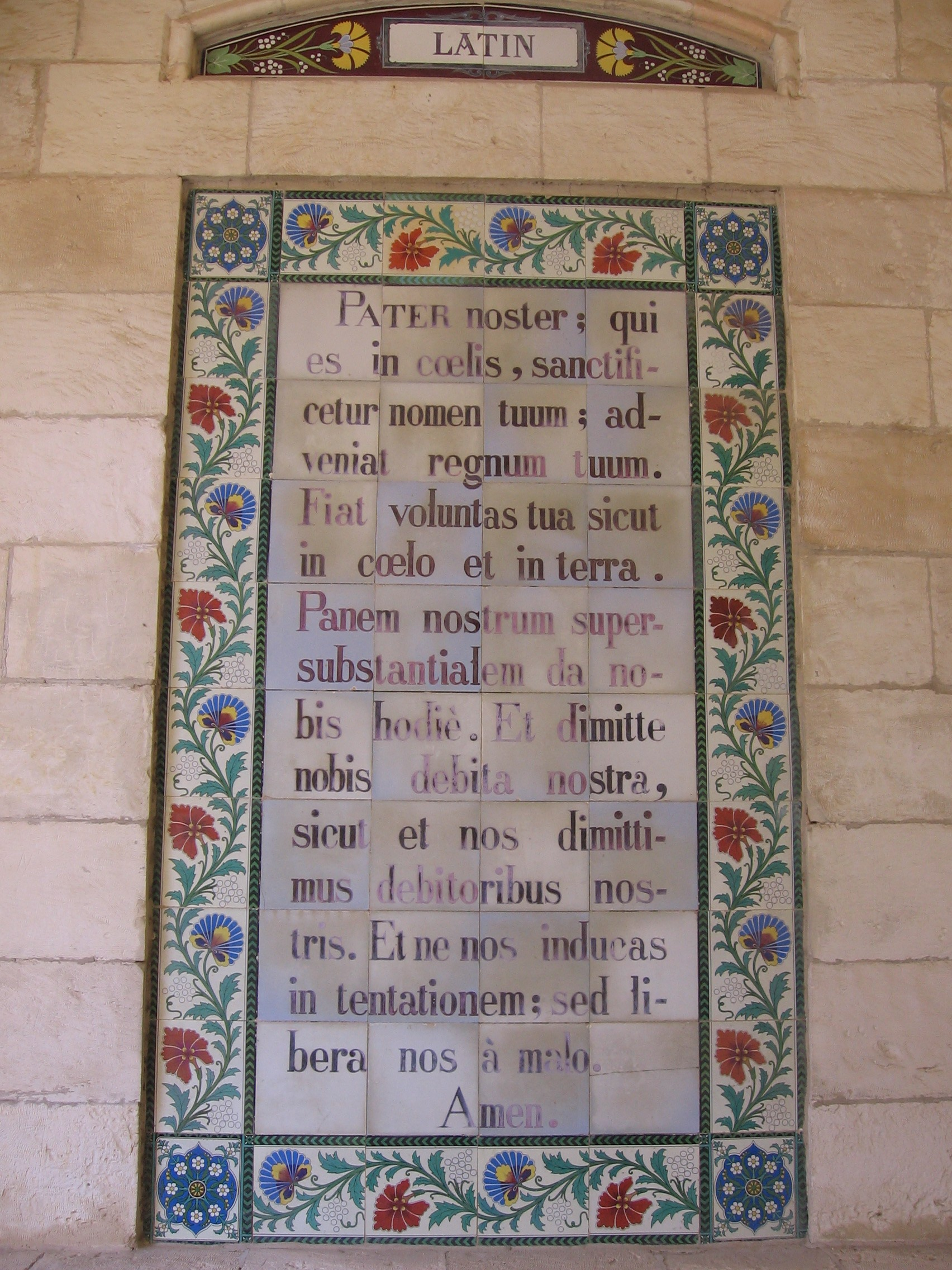
ラテン語で